# Ка д'Андреа (Модена)
Ка д'Андреа (итал. Ca' d'Andrea) је насеље у Италији у округу Модена, региону Емилија-Ромања.
Према процени из 2011. у насељу је живело 14 становника. Насеље се налази на надморској висини од 704 м.